# Gneo Ottavio (console 128 a.C.)
Gneo Ottavio (in latino: Gnaeus Octavius) (fl. II secolo a.C.) è stato un politico e militare romano.

## Biografia
Figlio dell'omonimo console nel 165 a.C., venne eletto nel 128 ed ebbe come collega Tito Annio Lusco Rufo.
Viene ricordato da Marco Tullio Cicerone come uno dei migliori oratori del suo tempo.